# (82559) Emilbřezina
(82559) Emilbřezina, désignation internationale (82559) Emilbrezina, est un astéroïde de la ceinture principale.

## Description
(82559) Emilbrezina est un astéroïde de la ceinture principale. Il fut découvert le 28 juillet 2001 à l'observatoire d'Ondřejov par l'observatoire d'Ondřejov. Il présente une orbite caractérisée par un demi-grand axe de 2,65 UA, une excentricité de 0,09 et une inclinaison de 3,4° par rapport à l'écliptique.

## Compléments